# Đình thần Phú Hựu

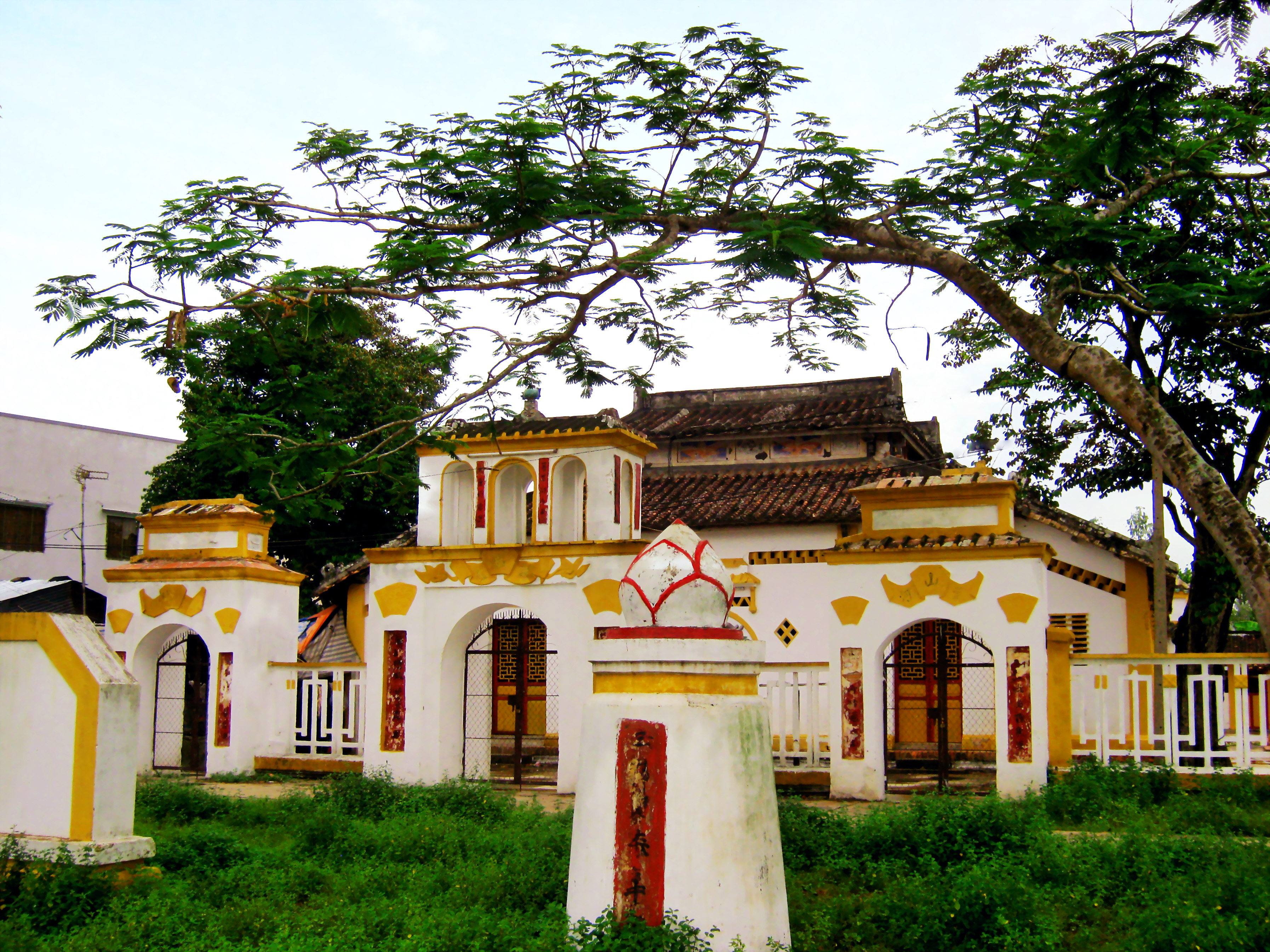
Đình Phú Hựu

Đình Phú Hựu là một di tích kiến trúc nghệ thuật cấp quốc gia; hiện tọa lạc tại ấp Phú Hòa, thị trấn Cái Tàu Hạ, huyện Châu Thành, tỉnh Đồng Tháp, Việt Nam.

## Thông tin sơ lược
Trước đây, đình thuộc xã Phú Hựu. Theo lời kể của các vị bô lão ở đây, thì vào đầu thế kỷ 19, ông Thiều Quang Lộc là người địa phương đã vận động nhân dân trong làng đóng góp tiền của để xây dựng ngôi đình thờ thần Thành hoàng. Sau đó, ngôi đình đã được ông Võ Thế Lực đứng ra quyên góp tu bổ thêm khang trang.
Năm Tự Đức ngũ niên (1852), đình được vua ban sắc phong "Thành hoàng Bổn cảnh". Đến năm Bính Dần (1903), đình được di dời và trùng tu một lần nữa do bị nước xoáy mòn và được giữ gìn nguyên trạng như vị trí ngôi đình hiện nay.
Nhờ những hàng cây cổ thụ và gió sông Sa Đéc ở phía trước mặt, sông Cái Tàu Hạ bên hông, nên không gian bao bọc ngôi đình luôn thoáng mát. Đình Phú Hựu có kiến trúc và trang trí nội thất khá độc đáo, gồm các hạng mục công trình: Bình phong, đài sen, nghi môn, miếu Ngũ hành, miếu ông Hổ, miếu Thần Nông, miếu Bà Chúa Xứ, đình thờ thần Thành hoàng (hạng mục chính) và nhà khách.
Hàng năm, đình Phú Hựu diễn ra các lệ cúng chính là: 
-Lễ Hạ Điền ngày 17 tháng 6 âm lịch.
-Lễ Thượng Điền ngày 17 tháng 9 âm lịch.
-Lễ Chạp miễu ngày 17 tháng 12 âm lịch.
Ngày 18 tháng 12 năm 2009, đình Phú Hựu được Bộ Văn hóa, Thể thao và Du lịch quyết định xếp hạng di tích kiến trúc nghệ thuật cấp quốc gia tại Quyết định số 4705/ QĐ – BVHTTDL.